# 가디너 그린 허바드

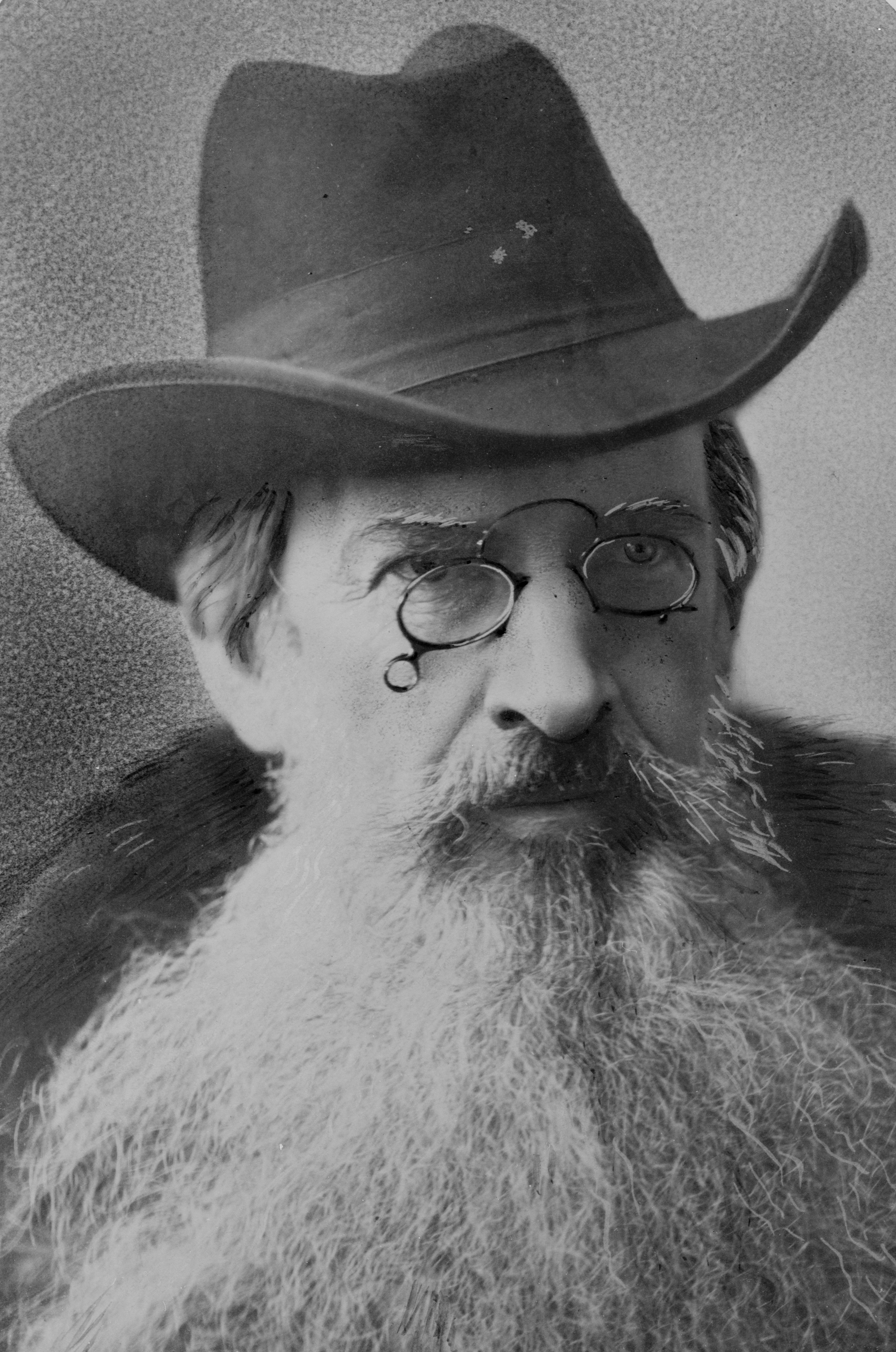
1875년 모습

가디너 그린 허바드(Gardiner Greene Hubbard, 1822년 8월 25일 – 1897년 12월 11일)는 미국의 변호사, 금융가 및 지역 사회 지도자였다. 그는 내셔널 지오그래픽 협회(National Geographic Society)의 창립자이자 초대 회장이었다. 벨 텔레폰 컴퍼니(나중에 AT&T로 발전, 당시 세계 최대 전화 회사)의 창립자이자 초대 사장, 사이언스 저널의 창립자이다. 청각 장애인을 위한 말하기 교육의 옹호자이기도 하다.
딸 중 한 명인 메이블 가디너 허바드(Mabel Gardiner Hubbard)는 알렉산더 그레이엄 벨과 결혼했다.